# Bize (Alt Marne)
Bize és un municipi francès situat al departament de l'Alt Marne i a la regió del Gran Est. L'any 2007 tenia 79 habitants.

## Demografia

### Població
El 2007 la població de fet de Bize era de 79 persones. Hi havia 20 famílies de les quals 4 eren unipersonals (4 homes vivint sols), 8 parelles sense fills, 4 parelles amb fills i 4 famílies monoparentals amb fills.
La població ha evolucionat segons el següent gràfic:
Habitants censats

### Habitatges
El 2007 hi havia 36 habitatges, 20 eren l'habitatge principal de la família, 11 eren segones residències i 5 estaven desocupats. 35 eren cases i 1 era un apartament. Dels 20 habitatges principals, 18 estaven ocupats pels seus propietaris i 2 estaven llogats i ocupats pels llogaters; 2 tenien dues cambres, 2 en tenien tres, 9 en tenien quatre i 7 en tenien cinc o més. 17 habitatges disposaven pel capbaix d'una plaça de pàrquing. A 9 habitatges hi havia un automòbil i a 9 n'hi havia dos o més.

### Piràmide de població
La piràmide de població per edats i sexe el 2009 era:
| Homes | Edats   | Dones |
| ----- | ------- | ----- |
| 0     | 95 o +  | 0     |
| 0     | 90 a 94 | 0     |
| 0     | 85 a 89 | 0     |
| 0     | 80 a 84 | 0     |
| 4     | 75 a 79 | 0     |
| 0     | 70 a 74 | 0     |
| 0     | 65 a 69 | 0     |
| 0     | 60 a 64 | 0     |
| 8     | 55 a 59 | 4     |
| 8     | 50 a 54 | 4     |
| 4     | 45 a 49 | 4     |
| 4     | 40 a 44 | 4     |
| 4     | 35 a 39 | 0     |
| 0     | 30 a 34 | 0     |
| 4     | 25 a 29 | 4     |
| 0     | 20 a 24 | 0     |
| 0     | 15 a 19 | 0     |
| 0     | 10 a 14 | 0     |
| 0     | 5 a 9   | 0     |
| 0     | 0 a 4   | 0     |

## Economia
El 2007 la població en edat de treballar era de 59 persones, 16 eren actives i 43 eren inactives. De les 16 persones actives 15 estaven ocupades (8 homes i 7 dones) i 1 aturada (1 dona i 1 dona). De les 43 persones inactives 7 estaven jubilades, 1 estava estudiant i 35 estaven classificades com a «altres inactius».

## Poblacions més properes
El següent diagrama mostra les poblacions més properes.